# Ялбак Крік
Ялбак Крік (англ. Yalbac Creek) — річка на межі округів Ориндж-Волк (Беліз) і Кайо. Довжина до 40 км. Свої води несе поміж пагорбів Ялюак та заболочених лісів-джунглів середини Белізу.
Протікає південною територією округу Ориндж-Волк із заходу на схід. Витік річки вважається з каскаду озер Пескада Лагуни в густих лісах округу Ориндж-Волк, на невеличкому підвищенні, яке є південною межею Пагорбів Ялбак (Yalbac Hills), та низовини, яка складовою частиною Юкатанської низовини, зокрема, заболочених рівнин Юкатанської платформи.
У верхів'ях річище неглибоке з берегами-кручами, протікає в заболочених нетрях і далі вже в'ється поміж десятка менших тропічних озер-боліт. Річка наповнюється кількома місцевими потоками та водами боліт й озер. На її нестійких берегах белізці не селилися, оскільки пойма річки доволі заболочена. Уже з середини своєї течії, річка формує ширший видолинок (інколи шириною в 500 м.), заповнений болотами та старицями. А поготів, вона так оминає Пагорби Ялбак і простує в нетрях джунглів та боліт низовини, уже несучи й іншу назву — Лейборінґ Крік (Labouring Creek).
Флора й фауна річки притаманна саме тропічній флорі та фауні. Річка є зарибленою, а на її берегах водяться сотні видів птахів, комах. У верхів'ях, на підвищенні, белізці провели меліоративні роботи й почали вести господарську діяльність поруч річки (сільське господарство та нафтовидобувний промисел).